# Bund der Alevitischen Jugendlichen in Deutschland

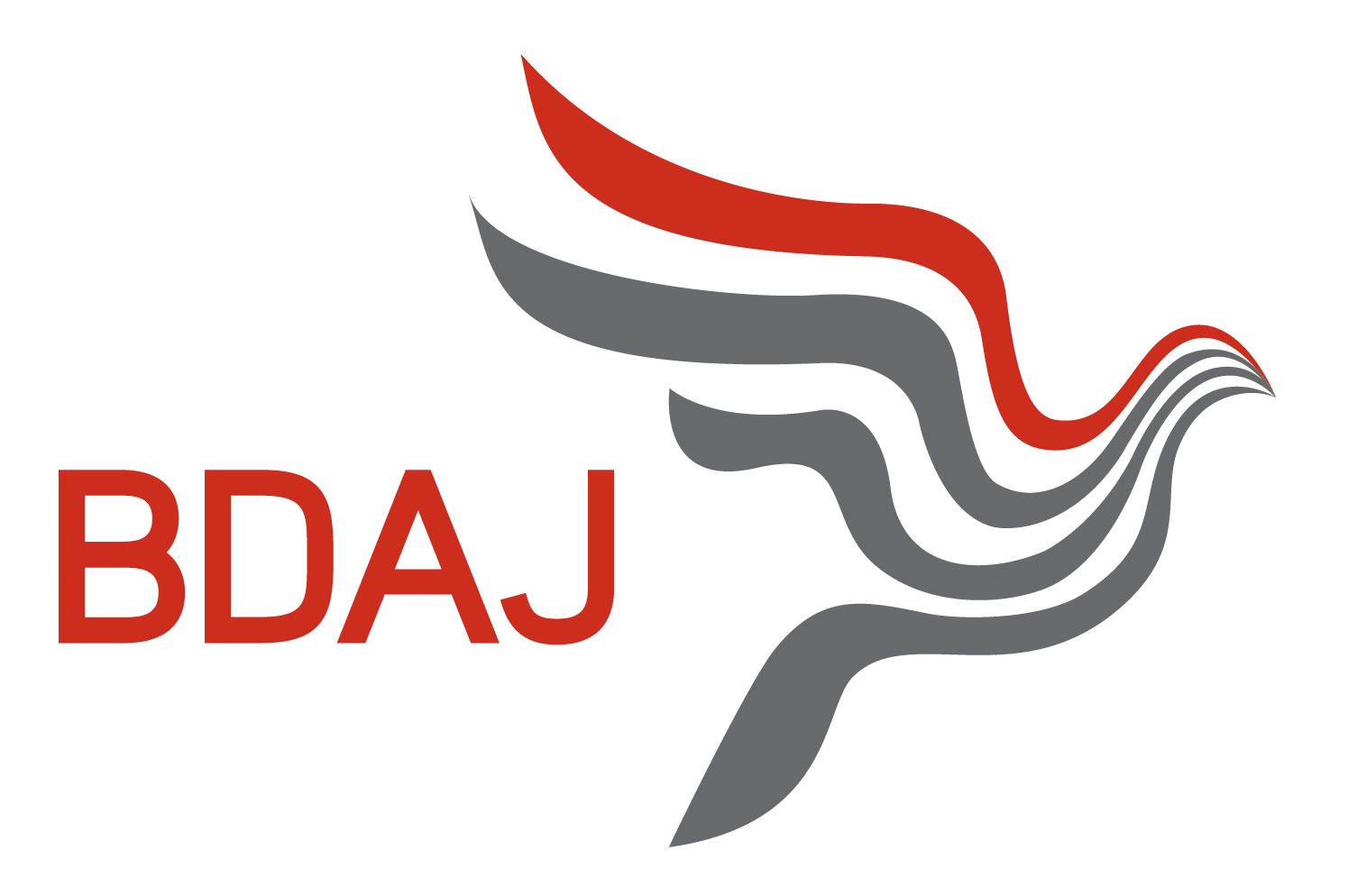
Logo des BDAJ

Der Bund der Alevitischen Jugendlichen in Deutschland e. V. ist ein deutscher Kinder- und Jugendverband. Gleichzeitig ist der BDAJ die eigenständige Jugendorganisation der Alevitischen Gemeinde Deutschland und vertritt die Interessen von Kindern, Jugendlichen und jungen Erwachsenen alevitischen Glaubens. Inhaltlich orientiert sich der BDAJ am humanistisch-sozialen Weltbild der Aleviten, das von Gleichberechtigung, Nächstenliebe, Gleichstellung der Geschlechter, Bildung und Wissenschaft geprägt ist.

## Geschichte
Die Gründung des heutigen BDAJ erfolgte 1994 unter dem Namen AAGB – nach der türkischen Bezeichnung Almanya Alevi Gençler Birliği. Er war der erste von Migranten selbstorganisierte bundesweite Jugendverband, der in Deutschland die Eintragung in das Vereinsregister erreichte. 2002 wurde der BDAJ als erster von Migranten getragener Anschlussverband in den Deutschen Bundesjugendring aufgenommen; die einstimmige Aufnahme als Vollmitglied erfolgte 2011. Heute ist der BDAJ die größte Migrantenjugendselbstorganisation im DBJR. Der Bund geht allerdings kritisch mit diesem Label um und strebt eine „Normalisierung“ in der öffentlichen Wahrnehmung seiner Arbeit an. Die wenigsten der aktuellen Mitglieder haben eine persönliche Migrationsgeschichte, sodass die geteilten Merkmale eher das Alevitentum und das Ehrenamt sind und nicht der sogenannte Migrationshintergrund.

## Organisation
Die Bundesgeschäftsstelle des BDAJ befindet sich in Köln. Sie trägt den Namen „Hasret Gültekin Geschäftsstelle“ und ehrt damit den alevitischen Musiker und Saz-Spieler kurdischer Abstammung, der beim Sivas-Massaker ums Leben kam. In Sivas fand am 2. Juli 1993 ein alevitisches Kulturfestival zu Ehren des Dichters Pir Sultan Abdal statt. Vor dem Madımak-Hotel, in dem alevitische Gäste logierten, versammelte sich eine Menschenmasse (die Zahl wird auf 20.000 Menschen geschätzt) und warf Brandsätze auf das Gebäude. Bei diesem Anschlag kamen 33 Menschen vorwiegend alevitischen Glaubens und zwei Mitarbeitende des Hotels ums Leben.
Der Verband ist Vollmitglied im
- Deutschen Bundesjugendring
- Bayerischen Jugendring
- Landesjugendring Baden-Württemberg
- Hessischer Jugendring[4]
- Landesjugendring Schleswig-Holstein
- Bremer Jugendring
- Landesjugendring Hamburg
- Landesjugendring Berlin
- Landesjugendring Nordrhein-Westfalen

Mitglied ist der BDAJ in der
- Arbeitsgemeinschaft Niedersächsischer Jugendarbeitsgemeinschaften (ANJ)
- Landesjugendring Niedersachsen
- im Informations- und Dokumentationszentrum für Antirassismusarbeit

Der Verband umfasst deutschlandweit aktuell 130 Mitgliedsvereinigungen (Ortsjugenden). Neben dem Bundesverband existieren
- der eigenständig eingetragene Regionalverbände Hessen
- die fünf Landesverbände Nordrhein-Westfalen, Baden-Württemberg, Bayern, Schleswig-Holstein-Hamburg und Niedersachsen-Bremen

Der Bundesvorstand besteht aus neun Mitgliedern, die bei der Bundeskonferenz (BuKo) auf zwei Jahre gewählt werden. Wählbar sind die Delegierten aus den Ortsjugenden bis 35 Jahren. Der aktuelle Bundesvorstand (LINK zur Webseite) wurde auf der Bundeskonferenz im November 2019 in Köln gewählt.
Der Bundesvorstand setzt sich zusammen aus:
- zwei Bundesvorsitzenden (Doppelspitze: eine Frau/ein Mann)
- Generalsekretär
- stellv. Generalsekretär
- Finanzvorstand
- stellvertretendem Finanzvorstand

Dazu gesellen sich aktuell
- ein Bildungsbeauftragter und
- zwei Organisationsbeauftragte.

Außerdem gibt es auf Bundesebene die Schiedskommission sowie den Aufsichtsrat, die jeweils mit drei Personen besetzt sind.
Der BDAJ ist als gemeinnützig anerkannt. Der Bundesverband sowie alle Regional- und Landesverbände sind zudem anerkannte freie Träger der Jugendhilfe gemäß § 75 SGB VIII.

## Grundsatzprogramm
Das Grundsatzprogramm des BDAJ definiert nicht nur das Selbstverständnis des Verbandes und seine Aufgabenbereiche in Deutschland. Auch die Haltung des Verbandes gegenüber der Türkei, Europa und weltpolitischen Themen wird hier formuliert.

## Ziele
Die Ziele des BDAJ sind der Einsatz für ein gerechtes, solidarisches und friedliches Zusammenleben, die Unterstützung und Beratung sowie die Förderung junger Menschen (Schüler/Auszubildende/Studierende), der Erhalt und die Erforschung der alevitischen Lehre, der Einsatz für Menschenrechte, Gleichstellung von Frau und Mann, Freiheit aller Glaubensrichtungen, die Rechte unterdrückter Minderheiten, die Integration von Jugendlichen mit Migrationshintergrund und den Umweltschutz. Ziel ist es auch, Jugendliche zu kritischem Denken und Handeln sowie zur demokratischen Mitgestaltung aller gesellschaftlichen Lebensbereiche zu motivieren sowie die Interessen alevitischer Kinder, Jugendlicher und junger Menschen in der Gesellschaft zu vertreten und in politische Entscheidungsprozesse einzubringen. Ziel des Bundesvorstandes ist es, die notwendigen Rahmenbedingungen für Jugendarbeit in den Mitgliedsvereinen zu schaffen und diese bei der Gestaltung ihrer Jugendarbeit zu unterstützen. Im Rahmen seiner Projekte arbeitet und kooperiert der BDAJ mit anderen Jugendverbänden, die sich ebenfalls für ein friedliches Zusammenleben aller in Deutschland Lebenden einsetzen.
Schutzkonzept „Prävention sexualisierter Gewalt“
Ziel des Schutzkonzepts zu Prävention sexualisierter Gewalt ist die Erarbeitung und Implementierung einheitlicher Präventionsstandards im BDAJ. Sie sollen Verbandsmitgliedern, die Grenzverletzungen beobachten oder erleben, Unterstützung bieten sowie eine Sensibilisierung für (sexualisierte) Gewalt fördern und die selbstkritische Betrachtung des BDAJ vorantreiben.

## Aktivitäten
Der BDAJ ist fast ausschließlich ehrenamtlich organisiert und versteht sich als alevitisch-demokratischer Arbeiterjugendverband, der sowohl klassische als auch innovative Jugendarbeit leistet. Durchgeführt werden Projekte zum transkulturellen und interreligiösen Austausch wie auch kulturelle Veranstaltungen und Bildungsseminare. Das Angebot für die Qualifizierung von Ehrenamtlichen umfasst überwiegend Mentorenprogramme, Qualifikationsschulungen zur Jugendleitercard sowie Präventionsveranstaltungen und Sensibilisierungsarbeit zu den Themen Diskriminierung und Rassismus.
In den Ortsjugenden bilden Musik-, Gesangs- und schulischer Nachhilfeunterricht sowie Sportgruppen und gemeinsame Freizeitgestaltung zentrale Elemente der Verbandsarbeit. Im Rahmen seiner transkulturellen Ausrichtung führt der Verein auch Studienfahrten durch, unter anderem Gedenkstättenfahrten in das KZ Auschwitz-Birkenau und Dachau.
Schwerpunkt der Aktivitäten ist „das Leben der alevitischen (…) Jugendlichen in Deutschland“, daneben findet auch eine „Auseinandersetzung mit dem Alltag der in der Türkei oft unter prekären Lebensbedingungen lebenden (…) alevitischen Menschen“ statt.
Der BDAJ organisiert Bildungsseminare zu verschiedenen Themen (u. a. zur alevitischen Kultur, politischen und gesellschaftlichen Themen.), Podiumsdiskussionen und Jugendsendungen. Außerdem werden internationale Begegnungen mit anderen Jugendverbänden, Bildungsreisen sowie diverse Workshops für verschiedene Altersgruppen durchgeführt. Zudem werden Freizeitaktivitäten gefördert, dazu gehören Theateraufführungen und musikalische Darbietungen (Musikabende, Konzerte). In Kooperation mit dem Geistlichenrat der Alevitische Gemeinde Deutschland ging im September 2014 erstmals der Youtube-Channel aleviTV auf Sendung. In den Videos des alevitischen Jugendkanals nehmen sich Experten verschiedenen Fragen zum Alevitentum an und erläutern diese jugendtauglich.

## Trägerschaft der Fachstelle Türkischer Rechtsextremismus
Um rechtsextremistische Ideologien und Mechanismen offenzulegen, sie zu analysieren und präventive Lösungen zu entwickeln, hat mit Beginn des Jahres 2025 die „Fachstelle Türkischer Rechtsextremismus (FaTRex)“ ihre Arbeit aufgenommen. In Trägerschaft des Bund der Alevitischen Jugendlichen in Deutschland e. V. (BDAJ) ist sie Teil des bundesweit tätigen Kooperationsverbundes „Kompetent in der Rechtsextremismusprävention“. Gefördert wird der Kooperationsverbund im Programm „Demokratie leben!“ des Bundesministeriums für Familie, Senioren, Frauen und Jugend (BMFSFJ).

## Austritt aus der Projektkommission „Forum Muslime und Christen“
Im Oktober 2020 hat der Bundesvorstand des Bundes der Alevitischen Jugendlichen in Deutschland e. V. beschlossen, seiner Berufung in die Projektkommission „Forum Muslime und Christen“ zum Ökumenischen Kirchentag 2021 in Frankfurt nicht nachzukommen und ist aus der Projektkommission ausgetreten. Grund dafür ist die Zusammensetzung der Projektkommission, die auch Vertreter des Zentralrats der Muslime in Deutschland und des Islamrates beinhaltet. Dabei geht es nicht um individuelle Mitglieder der Kommission, sondern um die Verbände und die entsprechenden abwertenden und menschenfeindlichen Ideologien, die sie vertreten. Von diesen Verbänden gehe eine Gefahr für Aleviten und andere Minderheiten in Deutschland aus.

## Mitarbeit im Deutschen Bundesjugendring (DBJR)
BDAJ-Bildungsreferentin Özge Erdoğan wurde auf der 96. Vollversammlung des Deutschen Bundesjugendrings (DBJR) am 27. Oktober 2023 in Berlin mit dem besten Ergebnis aller Kandidierenden zur stellvertretenden Vorsitzenden wiedergewählt. Die Delegierten der Vollversammlung des Bundesjugendrings beschlossen sechs bedeutende jugendpolitische Positionen, darunter „Mentale Gesundheit junger Menschen in Krisenzeiten stärken!“ und „Nie wieder ist jetzt! Gegen jeden Antisemitismus!“. Mitantragsteller war der BDAJ bei den Positionen „Den 8. Mai als „Tag der Befreiung vom Nationalsozialismus und der Beendigung des zweiten Weltkriegs“ zum gesetzlichen Feiertag machen“ sowie „Heute und morgen im Interesse der Jugend – Jugendverbandsarbeit in der postmigrantischen Gesellschaft“.

## Bund der Alevitischen Studierenden in Deutschland (BDAS)
Der Bund der Alevitischen Studierenden in Deutschland (BDAS) wurde in Folge der 2010 gestarteten Hochschulgruppen-Initiative des BDAJ im Jahr 2013 in Kassel gegründet und ist eine Untergliederung des Bundes der Alevitischen Jugendlichen (BDAJ). Das Ziel der Initiative bestand darin, alevitische Studierende an Hochschulen zu organisieren, die bis dato nicht in alevitischen Strukturen organisiert waren, da sich entweder in ihrer Stadt kein alevitisches Cem-Haus befand oder sie erst während des Studiums ihr Interesse am alevitischen Glauben entdeckten. Von einer ursprünglichen Initiative hat sich der BDAS innerhalb kurzer Zeit zu einer selbstständigen Studierendenorganisation entwickelt.

## Zusammenarbeit mit anderen muslimischen Organisationen
Der BDAJ ruft dazu auf, die Zusammenarbeit mit bestimmten muslimischen Organisationen, darunter DİTİB-Jugend, BDMJ, MJD, FEMYSO, Islamische Jugend, IGMG, Young Schura, IGS-Jugend sowie mit Organisationen und Jugendgruppen aus dem Umfeld der Gülen-Bewegung oder der Grauen Wölfe, kritisch zu überprüfen oder vollständig zu beenden.

## Deutscher Engagementpreis
2010 erhielt der BDAJ hat mit seinem ehemaligen Bundesvorsitzenden Ali Dogan den Publikumspreis des Deutschen Engagementpreises.